# Anse Mamin
Anse Mamin är en vik i Saint Lucia. Den ligger i kvarteret Soufrière, i den västra delen av landet. Kring viken förekommer skog.